# Hidden (televíziós sorozat, 2018)
Hidden (eredeti cím walesiül: Craith) walesi televíziós krimi dráma sorozat Gareth Bryn Eric Styles és Chris Forster rendezésében. 2018-ban kezdték vetíteni a BBC Four-on.

## Történet
Wales északnyugati részére tér vissza Cadi John nyomozónő, hogy gondját viselje édesapjának és becsatlakozzon a helyi rendőrőrs munkájába. Rögtön az első ügye egy gyilkosság.
Holtan találtak egy fiatal nőt a folyóban. A nő már évek óta az eltűnt személyek listáján szerepel.

## Főszereplők
| Színész             | Szereplő         | Évad  |
| ------------------- | ---------------- | ----- |
| Sian Reese-Williams | Cadi John        | 1.-2. |
| Sion Alun Davies    | Owen Vaughan     | 1.-2. |
| Rhodri Meilir       | Dylan Harris     | 1.    |
| Gwyneth Keyworth    | Megan Ruddock    | 1.    |
| Nia Roberts         | Dr. Elin Jones   | 1.    |
| Ian Saynor          | Huw John         | 1.    |
| Owen Arwyn          | Alun Pryce       | 1.    |
| Lois Meleri-Jones   | Lowri Driscoll   | 1.    |
| Annes Elwy          | Mia Owen         | 2.    |
| Steffan Cennydd     | Connor Pritchard | 2.    |
| Siôn Eifion         | Lee Williams     | 2.    |
| Lisa Victoria       | Catrin Pritchard | 2.    |
| Bryn Fôn            | Hefin Mathews    | 2.    |
| Lois Elenid         | Beca Mathews     | 2.    |
| Owain Gwynn         | Siôn Wells       | 2.    |

## Részek
A részek nem rendelkeznek külön címekkel, epizódokra van bontva, minden rész egy epizód.

## Első évad
| Rész | Cím         | Rendező       | Író                        | Vetítés           | BBC four nézettség (millió) |
| 1 | „Episode 1” | Gareth Bryn   | Mark Andrew & Caryl Lewis  | 2018. január 7.   | 1.02                        |
| Egy fiatal lány holttestét húzzák ki a tóból. Cadi John és Owen Vaughan kapják az ügyet. Azonosítják az áldozatot, egy 5 éve rejtélyes módon eltűnt 16 éves lányt. A nyomokból kiderítették, hogy a lány menekült, amikor meghalt. Cadi apja egyre betegebb. A helyi nővér, Lowri viharos kapcsolatban áll az exbarátjával. Megan, a Bangor Egyetem új diákja otthagyja a házibulit és a Menai Suspension Bridge felé veszi útját.                                                                                      |             |               |                            |                   |                             |
| 2 | „Episode 2” | Gareth Bryn   | James Rourke & Caryl Lewis | 2018. január 14.  | 0.69                        |
| Cadi John és Owen Vaughan beszélnek Sara Deannel, az áldozat régi barátjával. Összefüggést fedeznek fel Mali és Llinos Evans eltűnésében, aki 2007-ben tűnt el 15 évesen. |             |               |                            |                   |                             |
| 3 | „Episode 3” | Eric Styles   | James Rourke               | 2018 január 21.   | 0.60                        |
| Lowri Driscoll-t megpróbálják elrabolni. Kiderül, hogy ugyanaz támadhatta meg, mint a másik két áldozatot. Kikérdezik Lowri barátját, de nem találnak indítékot bűnösségére. Dylan Harris főnöke aggódik mentális egészségéért. A két szál találkozik, amikor Cadi nővére találkozik Dylannel a kórházban. Megan összeomlik. |             |               |                            |                   |                             |
| 4 | „Episode 4” | Gareth Bryn   | Jeff Murphy                | 2018. január 28.  | 0.53                        |
| Dylan bezárja Megant egy elhagyott házba a farmon. Dylan anyja kegyetlenül bánik Dylannel és lányával, Niaval. Mari James és Ryan Davies rutin ellenőrzést tartanak náluk és megkérdik, tudnak-e valamit Mali Pryce-ról. Dylan azt állítja, nem tud semmit. Mari James gyanúsnak találja viselkedését. |             |               |                            |                   |                             |
| 5 | „Episode 5” | Eric Styles   | James Rourke               | 2018. február 4.  | 0.53                        |
| Cadi és Oven elővesznek egy ügyet. Anna Williams-t holtan találták két nappal eltűnése után 2005-ben. Cadi apja ítélte el Endaf Elwy-t a fiatal lány megöléséért. Eközben Ieuan Rhys kétségbeesetten kapcsolatot keres testvérével. |             |               |                            |                   |                             |
| 6 | „Episode 6” | Chris Forster | Caryl Lewis                | 2018. február 11. | 1.15                        |
| Cadi arra gyanakszik, hogy rossz embert ítéltek el Anna Williams haláláért. Megan legjobb barátja bejelenti, hogy Megan eltűnt és Cadi ráeszmél, hogy talán egy újabb eltűnéses áldozatról van szó. Megan próbál segítségét kérni Nia-tól, hogy meg tudjon szökni a börtönből, de sikertelenül. A nyomozás arra mutat, hogy az elrabló Elwy volt munkatársa, aki William Parry volt iskolatársa is egyben. |             |               |                            |                   |                             |
| 7 | „Episode 7” | Gareth Bryn   | Jeff Murphy                | 2018. február 18. | 0.69                        |
| Cadi rájön, hogy ki az emberrabló, és minden elérhető rendőrt bevet azért, hogy elkapja. Azonban mire odaérnek a házához, nyoma vész. Nia, Dylan lánya bátor cselekedetet hajt végre. A sokáig húzódó feszültség Alun Pryce és Ieuan Rhys között a tetőfokára hág, de mindketten rájönnek, hogy nincs békés kimenetele a vitájuknak. Huw John kétségbeesetten próbálja jóvá tenni, hogy rosszul kezelte az Endaf Elwy ügyet, könyörög Cadinak, hogy hozza helyre. A szakmai és a családi nyomás Cadi vállára tornyosul. |             |               |                            |                   |                             |
| 8 | „Episode 8” | Gareth Bryn   | Caryl Lewis                | 2018. február 25. | 0.70                        |
| Amíg Iona Harrist letartóztatják és Nia Harris pedig a gyámügy felügyelete alatt van, Cadi és Owen figyelme Dylan Harrisre összpontosul, hogy felelősségre vonják mindazért, amit tett. A cél különösen személyes Cadinak, aki próbálja jóvá tenni apja hibáját, amiért tévesen vádolta Endaw Elvy-t Anna Williams meggyilkolásáért. Megan Ruddock rájön, hogy a szenvedése Dylan miatt véget ért és az út a teljes felépülés felé nem lesz rövid. Az életük már nem lesz ugyanolyan, akiknek Dylan szenvedést okozott. |             |               |                            |                   |                             |

## Második évad
| Rész | Cím         | Rendező       | Író                        | Vetítés            | BBC four nézettség (millió) |
| 9 | „Episode 1” | Gareth Bryn   | James Rourke & Caryl Lewis | 2019. november 17. | 0.85                        |
| Blaenau Ffestiniog, kilenc hónappal később. Egy ismeretlen hívó vezeti el Johnt és Owent egy idős férfi hullájához, ami már hetek óta bomlik a kádban. |             |               |                            |                    |                             |
| 10 | „Episode 2” | Gareth Bryn   | Caryl Lewis                | 2019. november 24. | 0.51                        |
| A nyomozók kivizsgálják az elhunyt férfi hátterét és felfedezik az okát a visszahúzódó életmódjának. Connor megbízik Miában a Geraint Ellis ügyben, és Mia meggyőzi őt, hogy az idős férfi megérdemelte azt, ami történt vele. Connor még mindig elszigetelve érzi magát a Lee-vel történt veszekedés miatt. |             |               |                            |                    |                             |
| 11 | „Episode 3” | Gareth Bryn   | James Rourke               | 2019. december 1.  | 0.53                        |
| A közösség összegyűlik, hogy együtt gyászolják Geraint Ellis halálát. Aznap éjjel Mia és a barátai meglátogatnak egy régi romot, aminek sötét múltja van. Mia közelebb engedi Connort magához. |             |               |                            |                    |                             |
| 12 | „Episode 4” | Chris Forster | David Chidlow              | 2019. december 8.  | 0.43                        |
| Cadi kihallgatta Karlt, aki beismerte, hogy a vádak, amiket felhozott Ellis ellen, hamisak voltak. Cadi figyelme Miára szegeződött, akinek a hamis tanúzása vezetett Karl letartoztatásához. |             |               |                            |                    |                             |
| 13 | „Episode 5” | Chris Forster | David Chidlow              | 2019. december 15. | 0.45                        |
| Cadit tájékoztatják arról, hogy holttestet találtak egy távoli benzinkúton Blaenau Ffestiniog külvárosában. A legrosszabbra gyanakodva parancsot ad ki Mia letartoztatására, de minden erőfeszítés, hogy a nyomára bukkanjanak, kudarcba fullad.                                                             |             |               |                            |                    |                             |
| 14 | „Episode 6” | Chris Forster | Caryl Lewis                | 2019. december 22. | 0.47                        |
| Folytatódik a keresés, majd Cadi és Mia szemtől szembe állnak. A gyilkosság részletei kezdenek kibontakozni. |             |               |                            |                    |                             |